# Tilly Armstrong
Tilly Armstrong (Sutton (Surrey), 8 de abril de 1927-Carshalton, 6 de julio de 2010) fue una escritora de movelas románticas británica de 1978 a 1998. Otros pseudónimos que utiltzó fue el de Tania Langley y Kate Alexander.

## Biografía
Antes de comenzar su carrera como escritora, Armstrong trabajó en la Organización Mundial de la Salud en Ginebra y como secretaria personal del Jefe de British Steel plc, Julian Mond.
Ya como escritora, fue elegida como presidenta de la Asociación de Novelistas Románticas de 1987 a 1989, y una de las vicepresidentas hasta su muerte el 6 de julio de 2010.

### Como Tilly Armstrong
- Lightly Like a Flower (1978)
- Come Live With Me (1979)
- Joy Runs High (1979)
- Limited Engagement (1980)
- Summer Tangle (1983)
- Small Town Girl (1984)
- Pretty Penny (1985)

### Como Tania Langley
- Dawn (1980)
- Mademoiselle Madeleine (1981)
- The London Linnet (1985)
- Genevra (1987)

### Como Kate Alexander
- Fields of Battle (1981)
- Friends and Enemies (1982)
- Paths of Peace (1984)
- Bright Tomorrows (1985)
- Songs of War (1987)
- Great Possessions (1989)
- The Shining Country (1991)
- The House of Hope (1992)
- Voices of Song (1994)
- The Anthology of Love and Romance (editado, 1994) (incluidas las historias de Rosamunde Pilcher, Georgette Heyer, Edith Wharton et al)
- Family Trees (1995)
- Love and Duty' (1998)